# ياسر (اسم)
ياسر هو اسم علم شخصي مذكر عربي معناه السهل أو الجزار أو من يتولى قسمة جزور الميسر، يعتبر من أكثر الأسماء المنتشرة في الدول العربية والاسلامية عند الذكور.

## الشخصيات
- ياسر بن عمار (المتوفى 615 م) يعتبر ثاني شهيد في الإسلام.
- ياسر سعيد (مواليد 1957) مصري هارب مطلوب لقتل ابنتيه.
- ياسر عبد المحسن لاعب كرة قدم عراقي.
- ياسر سالم علي لاعب كرة قدم إماراتي.
- ياسر عرفات (1929-2004) زعيم فلسطيني.
- ياسر القحطاني لاعب كرة قدم سعودي.
- ياسر الحبيب رجل دين كويتي.
- ياسر العظمة ممثل سوري.
- ياسر جلال ممثل مصري.
- ياسر رضوان لاعب كرة قدم مصري.
- ياسر أبو بكر لاعب كرة قدم قطري.
- ياسر المصري ممثل أردني.
- ياسر الشنتف رجل أعمال واقتصادي فلسطيني.
- ياسر الزناكي رجل أعمال وسياسي مغربي.
- ياسر الشهراني لاعب كرة قدم سعودي.
- ياسر الياسري مخرج عراقي.
- ياسر البعداني لاعب كرة قدم يمني.
- ياسر الحراق ناشط حقوق إنسان وكاتب مغربي.
- ياسر الحلبي لاعب إسكواش مصري.
- ياسر السيروان لاعب شطرنج سوري أمريكي.
- ياسر السباعي لاعب كرة قدم سوري.
- ياسر الفهمي لاعب كرة قدم سعودي.
- ياسر المسيليم لاعب كرة قدم سعودي.
- ياسر المحمد لاعب كرة قدم سعودي.
- ياسر بن عبد العزيز الغسلان إعلامي سعودي.
- ياسر برهامي داعية سلفي مصري.
- ياسر بدر الدين شاعر لبناني.
- ياسر بينتو لاعب كرة قدم فلسطيني تشيلي.
- ياسر باصهي لاعب كرة قدم يمني.
- ياسر ريان لاعب كرة قدم مصري.
- ياسر رعد لاعب كرة قدم عراقي.
- ياسر سالم لاعب كرة قدم إماراتي.
- ياسر صادق لاعب كريكت بحريني.
- ياسر عبد الرحمن ملحن مصري.
- ياسر عودة رجل دين شيعي لبناني.
- ياسر عرمان سياسي سوداني.
- ياسر عبد ربه سياسي فلسطيني.
- ياسر عبد الله لاعب كرة قدم إماراتي.
- ياسر عبد الباقي روائي يمني.
- ياسر فرج ممثل مصري.
- ياسر قاسم لاعب كرة قدم عراقي.
- ياسر قاضي داعية إسلامي أمريكي هندي.
- ياسر مطر لاعب كرة قدم إماراتي.
- ياسر نظمي لاعب كرة قدم قطري.
- ياسر هاشمي رفسنجاني سياسي إيراني.
- ياسر الدوسري، قارئ للقرآن وإمام المسجد الحرام.
- ياسر كمال الطودي، عسكري مصري.